# Tamalandra
Tamalandra es una banda del género rock formada a principios del año 2016 en el barrio Villa Española en Montevideo, Uruguay. Su integración actual es: Javier Sánchez en la voz, Martin Moreira en guitarra, Santiago Sahagian en guitarra, Cristhian Marino en bajo/coros y Diego González en batería.

## Historia
Tamalandra surge en marzo de 2016, cuando Sebastián Melgarejo (ex voz y guitarra) convocó a su amigo de la infancia Martin Moreira (guitarra), a su tío Jhonnie Melgarejo (ex batería) y a Cristhian Marino (bajo y coros) con quien compartió escenario previamente desde el año 2010 al 2013 en la ya desaparecida banda "A Dos Puntas"; Para formar un proyecto en conjunto denominado Tamalandra, nombre que surge en una palabra inventada por un amigo del barrio (Maroñas) del cantante Sebastián y el guitarrista Martin, según los integrantes de la banda, “Tamalandra” es una especie de malformación zonal de la palabra: “hasta mañana”.
La banda integra actualmente, la escena underground montevideana y dentro de sus características se puede reconocer una fuerte influencia musical de bandas locales y extranjeras, explorando dentro de la asociación de géneros grunge y pop/rock.
Sencillos
- Sabés (2021)
- Loba de ojos rojos (2020)
- Reina de la ciudad (2020)
- Distinto al que te mira (2019)
- Eso (2017)
- Seguirte (2017)